# Нойбургер
Нойбургер (нем. Neuburger, в литературе советского времени называемый Нёйбургер) — технический (винный) сорт винограда, используемый для производства белых вин в Австрии.

## Происхождение
Сорт выведен народной селекцией скрещиванием Ротер Вельтлинер и Сильванер во второй половине XIX века в Австрии, вероятнее всего, в Вахау.
По легенде, в 1850 году два винодела, Франц Махерндль (нем. Franz Machherndl) и Кристоф Ферстль (нем. Christoph Ferstl), которые подрабатывали лодочниками на Дунае, выловили связку незнакомых им виноградных лоз, где-то возле Оберарнсдорфа, который ныне входит в состав Россац-Арнсдорфа. Они решили их выращивать, и уже через несколько лет с этих лоз собрали достаточно винограда, чтобы произвести вино. Вино, согласно легенде, выгодно выделялось на фоне местных вин своей низкой кислотностью, а виноград — скороспелостью, и сорт заметили местные виноделы, и начали культивировать. Неизвестно, насколько правдива эта история. 
Новый сорт впервые начали выращивать в Шпице, на горе Бургберг (нем. Burgberg), также известной, как «гора Тысячи ведер» (нем. Tausendeimerberg). Изначально, виноград называли Бургребе (нем. Burgrebe), и лишь через некоторое время[когда?] сорт получил современное название. Возможно, что изначальные лозы никогда и не были найдены в Дунае, а произошли неконтролируемым скрещиванием на одном из виноградников в долине Spitzer Graben, где произрастала полевая смесь.
Тем не менее, есть и доводы в пользу легендарной версии нахождения лоз в Дунае, которая, в общем, не противоречит и теории о происхождении на одном из виноградников долины Spitzer Graben. Дело в том, что виноградные лозы использовались для сплетения брёвен при сплаве их по Дунаю. Вполне могло быть и так, что какие-то лозы расплетались, и их запросто могли выловить любопытствующие виноградари.

## География
Сорт культивируют в Австрии, в регионах Вахау и Терменрегион. В 2009 году сорт был седьмым по популярности среди белых технических в стране, но постепенно теряет популярность, и с 1999 года площадь посадок сократилась наполовину, с 1093,58 га, до 496,53 га в 2018 году. Видимо, он проигрывает Грюнер Вельтлинеру.
Также культивируется, в Чехии, в Моравии, где входит в двадцать самых популярных белых сортов.
Незначительные площади заняты виноградом в Словакии (около 10 га) и Румынии (более 60 га).

### Памятник Нойбургеру

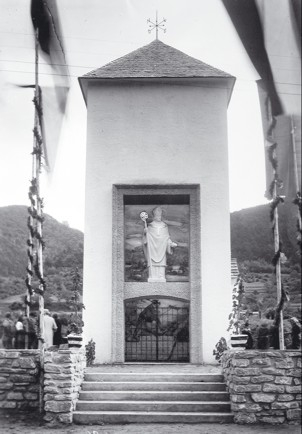
Памятник Нойбургеру в 1935 году.
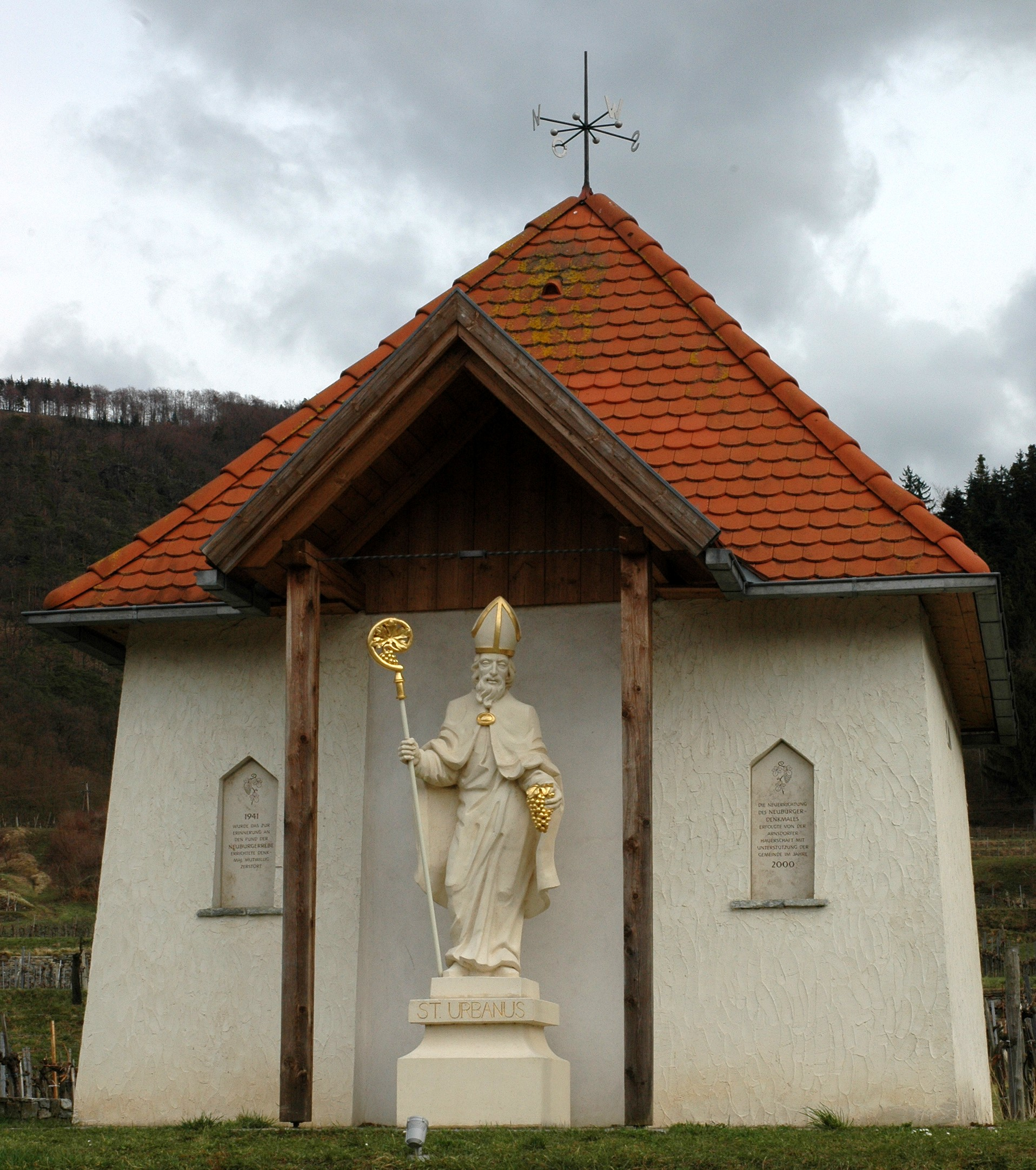
Современный вид памятника.

Памятник Нойбургеру был установлен в Арнсдорфе в 1935 году по инициативе Йозефа Лёшнига. Монумент представлял собой небольшое сооружение вокруг статуи Святого Урбана, покровителя виноградарей и виноделов, и напоминает о происхождении этого автохтонного сорта винограда. Официальное открытие состоялось 5 сентября 1935 года по случаю 9-го Австрийского конгресса виноделов. Под памятником находился погреб, где хранилось около 300 бутылок вина Нойбургер из лучших винодельческих хозяйств Австрии. По замыслу, бутылки должны были открываться каждые десять лет для дегустации, а на их место должны были помещаться новые бутылки. Из-за событий Второй мировой войны этому так и не суждено было сбыться. В мае 1941 года памятник был взорван национал-социалистами, а почти всё вино было ими выпито. Лишь 35 бутылок сохранились в винном погребе в Кремсе.
В 1983 году на том же месте в Оберарнсдорфе снова поставили памятник. Монумент, известный, как «винная колонна» из-за своей колоннообразной конструкции, был официально открыт 13 сентября 1983 года. «Винная колонна», в свою очередь, была заменена в 1999 году новым «Памятником Нойбургеру», который был спроектирован аналогично первому «Памятнику Нойбургера». Торжественное открытие состоялось 20 мая 2000 года.

## Основные характеристики
Кусты сильнорослые.
Листья средние, округлые, почти цельные или трех- или пятилопастные, тёмно-зеленые, гладкие, матовые, снизу с паутинистым опушением.
Цветок обоеполый.
Грозди мелкие или средние, цилиндроконические, довольно плотные, часто с крылом.
Ягоды средние, округлые, светло-зелёные. Кожица плотная, покрыта обильным восковым налетом. Мякоть мясистая, сочная, приятного вкуса, с сортовым ароматом.
Сорт ранне-среднего периода созревания. Период от начала распускания почек до съемной зрелости ягод составляет 145 дней при сумме активных температур 2800°С.
Вызревание побегов хорошее.
Урожайность — 100—120 ц/га, довольно неравномерная.
Сорт сравнительно морозоустойчив и засухоустойчив. Нетребователен к почве. Сравнительно устойчив против оидиума и мильдью, восприимчив к серой гнили.

## Применение
Вина получаются полнотелые, мягкие, с нейтральным фруктовым вкусом. Кислотность хорошо сбалансирована. Молодые вина обладают пряными, цветочными ароматами. С возрастом в вине наблюдается нежный ореховый аромат. Если ограничить урожайность, то можно заметить сливочные тона во вкусе. Вино обладает потенциалом к хранению.

## Синонимы
Neuburgi, Brubler, Brugler, Féher neuburgi ujvari, Neiburger, Neuburg, Neuburger Alb, Neuburger blanc, Neuburger weiser, Neurebe, Neuburgi, Neuburger bjeli, Novogradski.